# Farsman VI. od Iberije
Farsman VI. od Iberije (gruz.: ფარსმან VI), iz dinastije Hosroida, bio je kralj Iberije (Kartlija, istočna Gruzija)  od 561. godine, ali duljina njegove vladavine ne može se sa sigurnošću odrediti. Kraljevska je vlast u to doba bila uglavnom nominalna dok je Sasanidsko Carstvo dominiralo Iberijom.
Bio je nećak kralja, i njegova prethodnika Farsmana V. Prema Gruzijskim kronikama, vladao je trinaest godina. Opisan je kao dobar kršćanin koji je radio na uljepšavanju crkava. 
Naslijedio ga je njegov sin, Bakur III.